# Spullersee
Spullersee er en sø i Vorarlberg i Østrig. Den ligger i Lechquellengebirge i de Nordlige Kalkalper og er kildesø til Lech, hvortil vandet ledes gennem Spullerbach. Søen, der er 1,3 km lang og 800 m bred, ligger i en højde af 1.827 moh og er 56 m dyb. Søen udnyttes energimæssigt af Österreichische Bundesbahnen med kraftværket, der er beliggende i Innerwald i Klostertal. Søen er om sommeren en populær fiskesø, og den er bl.a. berømt for sine store Foreller, hvor man ikke sjældent kan fange eksemplarer, der er helt op til 38 cm lange.